# Pierluigi Diaco
Pierluigi Diaco (Roma, 23 giugno 1977) è un giornalista, conduttore televisivo, conduttore radiofonico e autore televisivo italiano.

## Biografia
Nel 1992 è tra i fondatori, con Andrea Scrosati, del Coordinamento Antimafia a Roma, sua città natale: in quegli stessi anni aderisce a La Rete e scrive un libro a quattro mani con Scrosati sul padre gesuita Ennio Pintacuda, da anni impegnato sul fronte antimafia. Come giornalista esordisce nel 1995, non ancora maggiorenne, su TMC con il programma TMC giovani-vecchi. Nella stagione 1995-1996 conduce il programma Generazione X, anticipato da una polemica sul titolo del programma, usato nella stessa fascia oraria e nella stessa stagione televisiva per un nuovo programma delle reti Mediaset, condotto da Ambra Angiolini. Passato alle reti Rai, conduce vari programmi tra cui La cantina nel 1997 e Maglioni marroni nel 1999. 
Dal 2003 al 2005 conduce su Sky TG24 il programma di approfondimento C'è Diaco. In quest'ultimo anno compare nel videoclip di Fai come ti pare di Max Pezzali, interpretando la parte del conduttore del faccia a faccia. Successivamente è tra gli speaker di RTL 102.5, è conduttore per Canale Italia e nel 2008 è opinionista a Scalo 76 su Rai 2. Dal 2000 collabora con Il Foglio di Giuliano Ferrara. Scrive inoltre per TV Stelle, Liberal, L'Indipendente, Panorama e Capital.
Dal gennaio al febbraio 2010 è direttore de il Clandestino, dopo esserne stato vicedirettore dal novembre 2009. Dal 31 maggio al 10 settembre 2010 conduce insieme con Georgia Luzi la nuova edizione di Unomattina estate su Rai 1. Per l'occasione Aldo Grasso traccia un ritratto di Diaco assai severo, definendolo «blando avventuriero del piccolo schermo [...] giovane ma anche vecchio. Non ha un pensiero, ma finge di averlo». Dal 13 settembre 2010 al 14 febbraio 2011 entra a far parte nel cast di Bontà loro di Maurizio Costanzo, dove svolgerà anche il ruolo di autore. Dal 7 marzo al 27 maggio 2011 affianca Maurizio Costanzo su Rai 2 in Maurizio Costanzo Talk. Dal 2011 al 2013 è opinionista fisso a Così è la vita, il segmento di Domenica in condotto da Lorella Cuccarini. Dal 9 settembre 2013 ogni lunedì dalle 19 alle 21 affianca su RTL 102.5 Maurizio Costanzo e Jolanda Granato al Radio Costanzo Show. Dal gennaio 2014 conduce su RTL 102.5 Onorevole Dj - Signoria Vostra con il Conte Galè ed Emanuele Filiberto di Savoia.
Nel gennaio 2015 si sospende da ogni incarico presso RTL 102.5 in quanto concorrente della decima edizione del reality show L'isola dei famosi, in onda nell'inverno 2015 su Canale 5, dove viene poi eliminato nel corso della quinta puntata con l'86% dei voti. Il 9 giugno 2015 partecipa come concorrente al nuovo quiz preserale di Canale 5 chiamato Caduta libera. Continua quindi a collaborare con Maurizio Costanzo in qualità di autore del Maurizio Costanzo Show e dal 2016 al 2021 presenta, sempre su RTL 102.5, il contenitore di attualità del mattino NonStopNews, insieme con Fulvio Giuliani e Giusi Legrenzi, e successivamente, Enrico Galletti.
Dal 17 giugno 2019 conduce con le attrici Valeria Graci e Sandra Milo il nuovo format del pomeriggio di Rai1, Io e te. Dal 14 settembre Diaco, sempre affiancato da Milo e Graci, presenta Io e te di notte, versione settimanale e notturna del contenitore estivo. A fine maggio 2020 viene confermata la seconda ed ultima stagione di Io e te, in onda su Rai 1 dal 1º giugno al 28 agosto 2020. Il 12 gennaio 2021 sbarca su Rai 2 in seconda serata con Ti sento. Il 10 marzo 2021, dopo 18 anni, lascia RTL 102.5 per passare a Rai Radio 2, dove conduce dal 28 giugno dal lunedì al venerdì la versione radiofonica di Ti sento. Dal 12 settembre 2022 conduce nella fascia pomeridiana di Rai 2 il nuovo programma BellaMa'.

## Vita privata
Il 5 novembre 2017 si è unito civilmente con Alessio Orsingher, giornalista di Tagadà di LA7.

## Televisione
- TMC giovani-vecchi (Telemontecarlo, 1995)
- Generazione X (Telemontecarlo, 1995-1996)
- Concerto del Primo Maggio (Rai 2, 1998)
- C’è Diaco (Sky TG24, 2003-2005)
- Rai 21.15 (Rai News 24, 2005)
- Era la Rai 21.15 (Canale Italia, 2006)
- Temporale (Canale Italia, 2007)
- Il ballo delle debuttanti (Canale 5, 2008) Giurato
- Scalo 76 (Rai 2, 2008) Opinionista
- Unomattina Estate (Rai 1, 2010)
- Bontà loro (Rai 1, 2010-2011)
- Maurizio Costanzo Talk (Rai 2, 2011)
- Domenica in (Rai 1, 2011-2013) Opinionista
- L'isola dei famosi (Canale 5, 2015) Concorrente
- Io e te (Rai 1, 2019-2020)
  - Io e te di notte (Rai 1, 2019-2020)
- Ti sento (Rai 2, 2021-2022)
- BellaMa' (Rai 2, dal 2022)
  - BellaRai (Rai 2, 2024)
  - BellaRai2 (Rai 2, 2024)
  - BellaFesta per Fondazione Telethon (Rai 1, 2024)
  - BellaFesta (Rai 2, 2024-2025)

## Radio
- Radio Costanzo Show (RTL 102.5, 2013-2017)
- Onorevole DJ (RTL 102.5, 2014-2016)
- Non Stop News (RTL 102.5, 2016-2021)
- Ti sento (Rai Radio 2, dal 2021)

## Filmografia
- Stressati, regia di Mauro Cappelloni (1997)

## Opere
- Padre Ennio Pintacuda. Un prete e la politica, a cura di e con Andrea Scrosati, Acireale, Bonanno, 1992. ISBN 88-7796-042-6
- Una vita, una speranza. Antonino Caponnetto intervistato da Pierluigi Diaco e Roberto Pavone, Acireale, Bonanno, 1993. ISBN 88-7796-053-1
- Curzi. Il mestiere di giornalista. Una conversazione, Ancona, Transeuropa, 1995. ISBN 88-7828-065-8
- Sono contrario. Anzi, no, con Claudio Coccoluto, Roma, Adnkronos, 1999. ISBN 88-7118-079-8
- Nel 2006 vinco io (e intanto gioco a governare), Milano, Mondadori, 2001. ISBN 88-04-49419-0
- Senza manette, con Franco Califano, Milano, Mondadori, 2008. ISBN 978-88-04-57327-2
- Trent'anni senza (il '68), Reggio Emilia, Aliberti, 2008. ISBN 978-88-7424-349-5